# Tính lịch sử của Giêsu
Tính lịch sử của Giêsu liên quan đến việc liệu  Giêsu thành Nazareth có phải là một nhân vật lịch sử hay không. Hầu như tất cả các học giả đã điều tra lịch sử của phong trào Kitô giáo đều thấy rằng tính lịch sử của Giêsu là chắc chắn,  và các tiêu chí lịch sử tiêu chuẩn đã hỗ trợ cho việc dựng lại cuộc đời ông. Các học giả khác nhau về niềm tin và giáo lý của Giêsu cũng như tính chính xác của các chi tiết về cuộc đời ông đã được mô tả trong các sách Phúc âm,     nhưng hầu như tất cả các học giả đều ủng hộ tính lịch sử của Giêsu và bác bỏ thuyết huyền thoại Christ rằng Giêsu chưa bao giờ tồn tại. 
Câu hỏi về tính lịch sử của Giêsu là một phần trong nghiên cứu về Giêsu trong lịch sử được thực hiện trong cuộc tìm kiếm Giêsu trong lịch sử và sự tái tạo học thuật về cuộc đời của Giêsu, chủ yếu dựa trên phân tích mang tính phê phán các sách Phúc âm và áp dụng các tiêu chí tiêu chuẩn của điều tra lịch sử chặt chẽ,  và phương pháp phân tích độ tin cậy của các nguồn chính và bằng chứng lịch sử khác.

## Lịch sử của việc tồn tại Giêsu
Hầu hết các học giả trong thời cổ đại đồng ý rằng Giêsu là có tồn tại. Nhà sử học Michael Grant khẳng định rằng nếu các tiêu chuẩn thông thường của phê bình văn bản lịch sử được áp dụng cho Tân Ước, thì "chúng ta không thể từ chối sự tồn tại của Giêsu hơn là chúng ta có thể từ chối sự tồn tại của hàng loạt nhân vật Pagan giáo mà thực tế đã là những nhân vật lịch sử chưa bao giờ bị nghi ngờ." 